# جاده ای۲۷
جاده ای۲۷ (انگلیسی: A27 road) یکی از جاده‌های اصلی کشور انگلستان است.
این جاده از وایت‌پریش در شهرستان ویلتشر شروع و در پونسی در شهرستان ساسکس شرقی به پایان میرسد، جاده ای۲۷ از شهرهای ساوت‌همپتون، فارهام، پورتسموث، چیچستر، لیتل‌هامپتون، وورتینگ، برایتون اند هوو، لوئیس و ایست‌بورن عبور میکند.

## نگارخانه

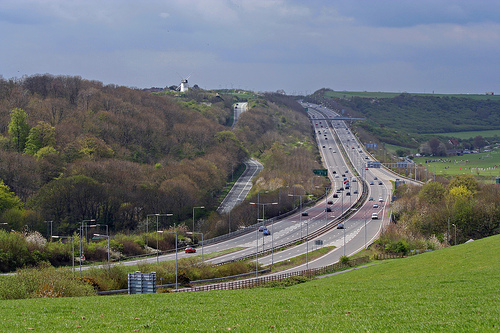
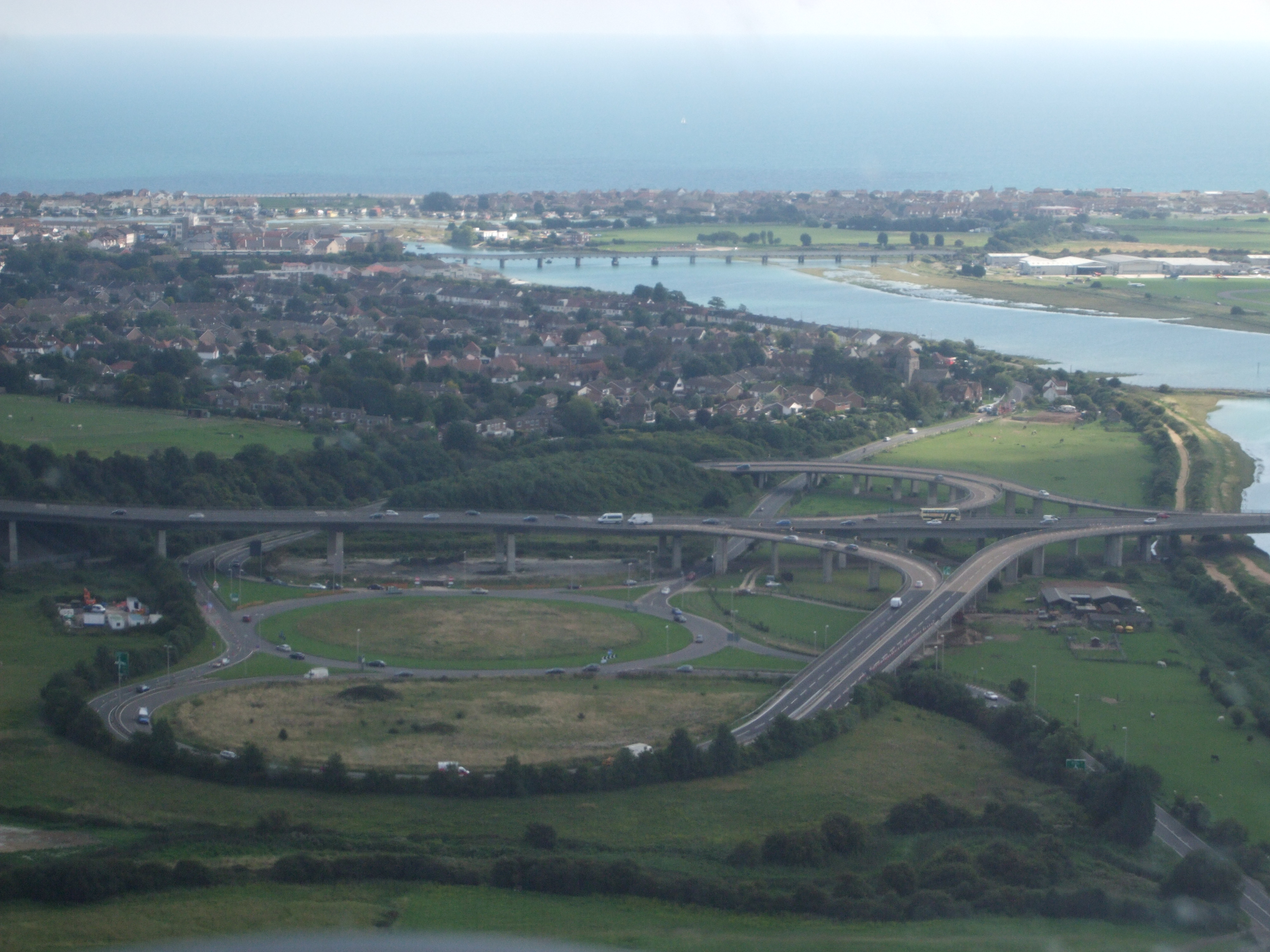
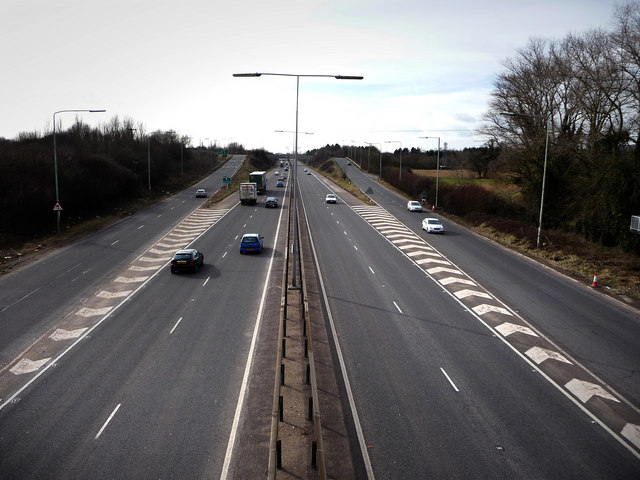
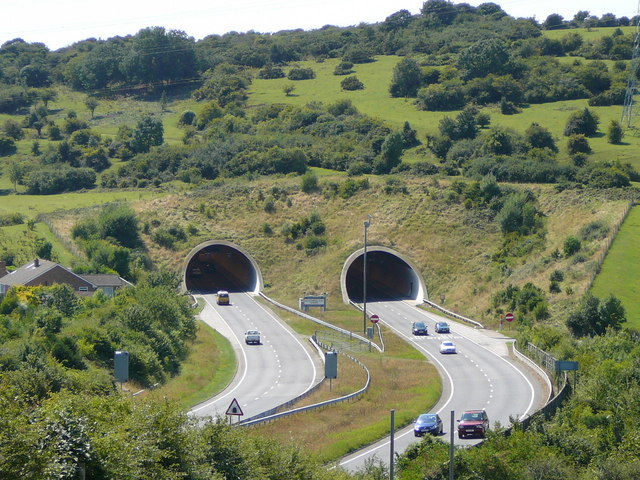
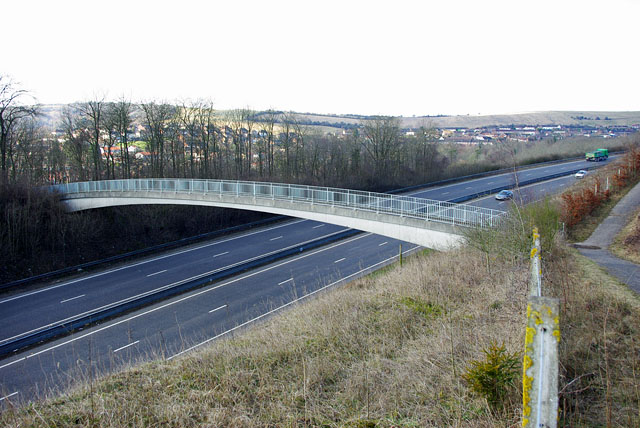